# Avrillé (Maine-et-Loire)
Avrillé is een plaats en voormalige gemeente in het Franse departement Maine-et-Loire in de regio Pays de la Loire. De plaats maakt deel uit van het arrondissement Angers. Avrillé telde op 1 januari 2022 15.225 inwoners.

## Geschiedenis
Op 22 maart 2015 werd het kanton Angers-Nord-Ouest opgeheven en werd Montreuil-Juigné opgenomen in het op die dag gevormde kanton Angers-4.

## Geografie
De oppervlakte van Avrillé bedroeg op 1 januari 2022 15,84 vierkante kilometer; de bevolkingsdichtheid was toen 961,2 inwoners per km².

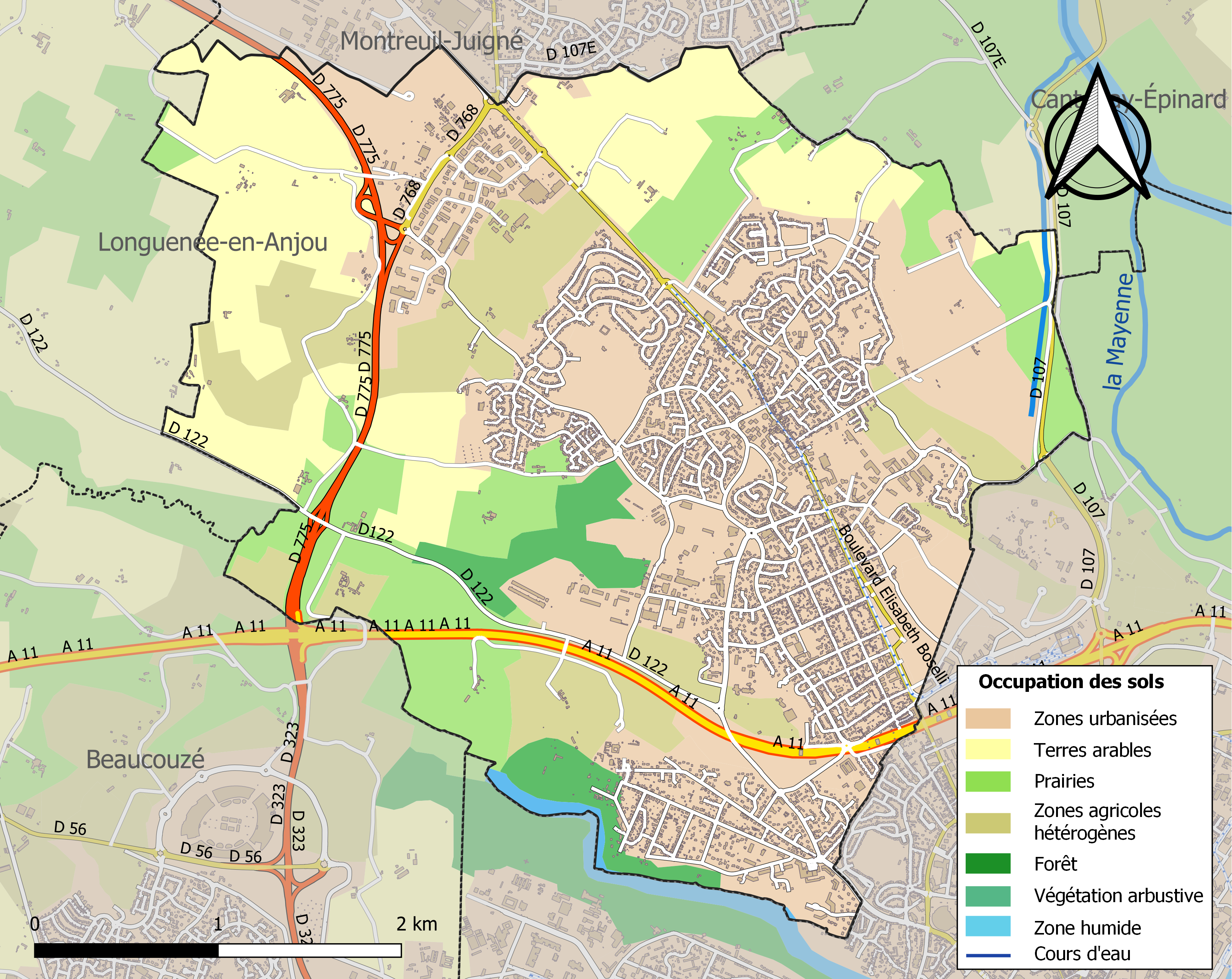
Kaart van de gemeente met de belangrijkste infrastructuur, bodemgebruik en omliggende gemeenten

## Demografie
Onderstaande figuur toont het verloop van het inwonertal (bron: INSEE-tellingen).